# Marco Steffen
Marco Steffen (* 25. Mai 1974 in Bielefeld) ist ein ehemaliger Handballspieler.

## Karriere
Marco Steffen begann seine Karriere beim TuS Jöllenbeck und spielte in der Saison 1996/97 für die TSG Altenhagen-Heepen in der 2. Bundesliga Nord. Er kam in der Saison 1996/97 auf 16 Einsätze, in denen er 39 Tore erzielte. Im Juli 1997 kehrte Steffen nach Jöllenbeck zurück, dessen Handballabteilung inzwischen mit der des SC Bielefeld 04/26 zum TuS 97 Bielefeld-Jöllenbeck fusionierte und in der drittklassigen Regionalliga West antrat. Dort wurde Steffen mit seiner Mannschaft Vizemeister, nachdem die Endspiele gegen die HSG Mülheim-Kärlich/Bassenheim verloren wurden. Am Saisonende wechselte Marco Steffen zum Nachbarverein und Ligarivalen TuS Spenge, mit dem er im Jahre 2001 in die 2. Bundesliga Nord auf- und sieben Jahre später wieder abstieg. In der Saison 2008/09 spielte Marco Steffen für den TV Bissendorf-Holte und ließ dann in der Saison 2009/10 seine Spielerkarriere beim TuS 97 Bielefeld-Jöllenbeck ausklingen. Anschließend zog der kaufmännische Angestellte nach Hannover um und wurde Trainer beim TSV Anderten.